# Savage Streets
Savage Streets è un film statunitense del 1984 diretto da Danny Steinmann.

## Trama
Dopo una serata trascorsa nelle strade di Los Angeles, Brenda, studentessa delle superiori e la sua squadra di sole ragazze, The Satins, fanno uno scherzo ad una banda di spacciatori di droga, The Scars. Come vendetta la banda capeggiata da Jake, aggrediscono e stuprano Heather, la sorella di Brenda. Così Brenda decide di intraprendere un viaggio di vendetta insieme alla squadra per regolare i conti.